# محمود أبو رية
محمود أبو رية (1307- 1390 هـ/ 1889- 1970 م) شيخ مصري أديب، اشتهر بمراسلاته مع أديب العربية الكبير مصطفى صادق الرافعي، وبموقفه المشكك في السنَّة النبوية، وبهجومه اللاذع على الصحابي الجليل عند أهل السنَّة أبي هريرة.

## سيرته
ولد محمود أبو رية في كفر المندرة، مركز أجا، محافظة الدقهلية في يوم الأحد 21 ربيع الآخر 1307هـ الموافق 15 ديسمبر 1889م. جمع بين الدراسة المدنية والدينية بالمدارس الابتدائية والثانوية والمعاهد الدينية.
قضى أكثر أيام عمره في مدينة المنصورة حتى وفد إلى الجيزة عام 1957، وبقي فيها إلى وفاته.
اشتَهَر بنقده للسنَّة القولية، وانتقاده لبعض المُحدِّثين، وهو أحدُ أركان المدرسة الإصلاحية التجديدية التي بدأت بالأستاذ الإمام محمد عبده.
اختلفَ فيه وفي كتبه الناس؛ ما بين محبٍّ ومُبغِض؛ وذلك لآرائه الجريئة في موضوع السنَّة النبوية، وموضوع الصحابي أبي هريرة على وجه الخصوص، حيث أفرد كتابًا عنه، عدَّه بعضُ العلماء والباحثين انتقاصًا وتجنِّيًا منه على أبي هريرة. فمنهم من هاجمه شخصيًّا، ومنهم من اخترع بعض القصص عنه؛ كقصَّة تكراره لاسم أبي هريرة وهو في سكَرات موته.

## كتبه
1. أضواء على السنَّة المحمَّدية.
2. أبو هريرة شيخ المضيرة.
3. رسائل الرافعي، وهي مجموعة رسائل خاصَّة كان يبعث بها الرافعيُّ إليه ردًّا على أسئلته، اشتملت على كثير من آراء الرافعي في الأدب والسياسة والفكر والرجال.
4. السيد البدوي.
5. حياة القرى.
6. صيحة جمال الدين الأفغاني، وترجمته باللغة الفارسیة (نداي سيد جمال الدين الافغاني).
7. جمال الدين الأفغاني تاريخه ورسالته.
8. دين الله واحد على ألسنة الرسُل: محمد والمسیح أخَوان.
9. قصَّة الحديث المحمَّدي.
10. علي وما لقيَه من أصحاب الرسول(مخطوط).

ونشر غيرها من الكتب والمقالات في مجلات الرسالة والمقتطف والنهج والأهرام.

## المآخذ عليه
من كتبه التي جرَّت عليه الانتقاد:
1) أضواء على السنة المحمَّدية:
طبع ثلاث مرات فی حیاة المؤلف مدی السنتیَن، فی لبنان والقاهرة بأکبر مطابع الشرق دارالمعارف المشهورة.
واجه المؤلف بسببه الكثير من المشاكل، ورد عليه عدد من علماء السنة الجهابذة قال المعلمي رحمه الله في كتابه الأنوار الكاشفة لما في كتاب أضواء على السنة من الزلل والتضليل والمجازفة: «فإنه وقع إلي كتاب جمعه الأستاذ محمود أبو رية وسماه «أضواء على السنة المحمدية» فطالعته وتدبرته، فوجدته جمعاً وترتيباً وتكميلاً للمطاعن في السنة النبوية، مع أشياء أخرى تتعلق بالمصطلح وغيره، وقد ألف أخي العلامة الشيخ محمد عبد الرزاق حمزة - وهو على فراش المرض- عافاه الله- رداً مبسوطاً على كتاب أبي رية لم يكمل حتى الآن. ورأيت من الحق علي أن أضع رسالة أسوق فيها القضايا التي ذكرها أبو رية، وأعقب كل قضية ببيان الحق فيها متحرياً إن شاء الله تعالى الحق، وأسأل الله التوفيق والتسديد، إنه لا حول ولا قوة إلا به، وهو حسبي ونعم الوكيل».
تكلم أبو ريه في كتابه عن الوضع في الحديث النبوي والرواة المكثرين الإسرائيليات وغير ذلك مما يعد مواضيع حساسة في تاريخ الحديث وطعن في السنة واستهزأ بعدد من الصحابة وقلل من شأنهم.
تكلم المؤلف فيه حول الوضع في الحديث النبوي والرواة المكثرين الإسرائيليات وغير ذلك مما يعد مواضيع حساسة في تاريخ الحديث
و هذا الكتاب جاء اختصارا لكتابه (قصة الحديث المحمدي) 
يقول المؤلف:
(يحسب العامة وأشباه العامة من الذين يزعمون أنهم على شئ من العلم......... إلى أن يقول:
وليتك تسلم من ألسنتهم، بل يرمونك بشتائمهم، وسبابهم، ويسلقونك بألسنتهم، وقد بلوت ذلك منهم عندما أخرجت كتابي: «أضواء على السنة المحمدية» الذي أرخت فيه الحديث، وكشفت كيف روى وما شابه رواية من الموضوعات ومتى دون وما إلى ذلك ما يجب بيانه - فإنهم ما كادوا يقرأونه حتى هبت علي أعاصير الشتائم والسباب من كل ناحية، من مصر والحجاز والشام! فلم أبال كل ذلك بل أستعذ به لأني على سبيل الحق أسير فلا يهمني شئ يلاقني في هذا السبيل مهما كان.) نقل هذا عنه السيد مرتضى الرضوي في كتابه (مع رجال الفكر في القاهرة) عندما ترجم له
و يقول السيد مرتضى الرضوي في نفس الكتاب:
(في 5 / 11 / 69 وصلتني رسالة من الأستاذ «أبو رية» تاريخها 26 / 10 / 1969 من القاهرة يقول فيها:
«كتاب قصة الحديث المحمدي» الذي كانت وزارة الثقافة قد طلبته مني منذ عشر سنين ووقف الأزهر في سبيله حتى لا يظهر قد أراد الله أن يظهر رغم أنف الأزهر بعد ما قرأه الدكتور طه حسين وشهد بقيمته شهادة فائقة وسأرسل لك نسخة منه هدية ومعها بعض نسخ لأصدقائنا الأعزاء ومع كل نسخة بيان مطبوع منا...
وفي 20 / 11 / 1969 جاءني البريد ويحمل ملفا فيه ثلاث نسخ من الكتاب «قصة الحديث المحمدي» أحدهما كانت باسمي، والثانية باسم السيد العسكري، والثالثة للأستاذ رشيد الصفار وفي كل نسخة بيانوإليك نصه:
للحقيقة والتاريخ
كان من حق هذا الكتاب (قصة الحديث المحمدي) أن يخرج إلى الناس مطبوعا منذ أكثر من عشر سنين، ذلك بأن وزارة الثقافة المصرية كانت قد طلبت منا مختصرا لكتابنا: «أضواء على السنة المحمدية» عندما ظهرت طبعته الأولى في سنة 1958 م لتجعله حلقة في سلسلة مكتبتها الثقافية، وقبل نشره عرضته على الأزهر ليبدي رأيه فيه وما كاد يقف عليه حتى أرصد له من كيده فرماه بأن فيه ما يخالف الدين وطلب عدم نشره وتداوله بين المسلمين (1)، ولم تستطع هذه الوزارة أن تخالف عن أمره لأنه ما يربطه على الأرض يكون مربوطا في السماء، وظل هذا الكيد يلاحق الكتاب هذه السنين الطويلة لكي يحول دون نشره بين الناس (2) إلى أن علم أخيرا بالأمر نصير الدين والفكر الدكتور طه حسين طلب أصول الكتاب من وزارة الثقافة ولما اطلع عليه أعاده علينا مع خطاب، دحض فيه ما رماه الأزهر به.
وصرح في جلاء أنه موافق للدين كل الموافقة لا يخالفه ولا ينبو عنه في شئ مطلقا.
وأنه مفيد فائدة كبيرة جدا في علم الحديث...
وأن في نشره الخير كل الخير، والنفع كل النفع وبذلك انحسم الأمر، وحصحص الحق، واتخذ الكتاب سبيله إلى الناس مطبوعا لينتفعوا به.
ولأهمية خطاب الدكتور طه حسين نشرنا صورته على غلاف الكتاب، تبصرة لأولي الألباب.
محمود أبو ريه
13 / 10 / 1969 م). 
و يقول السيد مرتضى الرضوي معلقا على هذه الرسالة:
(الشخص الذي يرمز إليه الإستاذ أبو رية هو الشيخ محمد أبو زهرة كما أخبرني فضيلته بذلك في إحدى رحلاتي إلى القاهرة وهذا الشيخ من علماء الأزهر وأستاذ الشريعة والقانون بكلية الحقوق بجامعة الأزهر) 
و السيد مرتضى الرضوي شهد له الموالف والمخالف بالوثاقة وحسبك أن تراجع تقاريظ العلماء من الفريقين لكتابه القيم (مع رجال الفكر في القاهرة) 
الكتاب مشحون بتقاريظ العلماء، مـمّن قرظوا هذا الكتاب الدكتور طه حسين، فقد نشر عنه مقالا نفيسا في جريدة الجمهورية ذكر
فيها أنه قرأ الكتاب مرتين وكتب على رأس هذا المقال هذه العبارة. "جهد وعبء ثقيل لا يقوم به في هذه
الأيام إلا القليلون"
وختم مقاله ببيت بشار وهو:
إذا أنت لم تشرب مرارا على القذى * ظمئت وأي الناس تصفو مشاربه
طبع هذه الکلمة تماما فی أول الکتاب (الطبعة الثالثة).
2) أبو هريرة شيخ المضيرة:
طُبع 3 مرَّات فی حیاة المؤلف. قال فیه المؤلف أن هذا الصحابی قد صحب النبی عام وتسعة أشهر فقط ومع ذلك روی عن النبی کثیرة، وقال فیها أیضا أنه أخذ أخبار وإسرائیلیات کثیرة عن کعب الأحبار الیهودی (أسلم في عهد عمر) ونسبها إلی النبی.

## وفاته
توفي محمود أبو رية في الجيزة يوم الجمعة 13 شوال 1390هـ الموافق 11 ديسمبر (كانون الأول) 1970م.